# الحملة الصليبية عام 1267
الحملة الصليبية عام 1267 كانت حملة عسكرية انطلقت من مناطق الراين الأعلى التابعة للإمبراطورية الرومانية المقدسة للدفاع عن مملكة القدس الصليبية الوليدة في المشرق الإسلامي. وكانت واحدة من عدة حملات صليبية صغيرة في ستينيات القرن الثالث عشر، نتجت عن فترة من الدعوة الصليبية برعاية البابا، والتي بلغت حدًا غير مسبوق. وكانت الحملة الصليبية الثامنة عام 1270 الحملة الكبرى الوحيدة التي نتجت عنها.

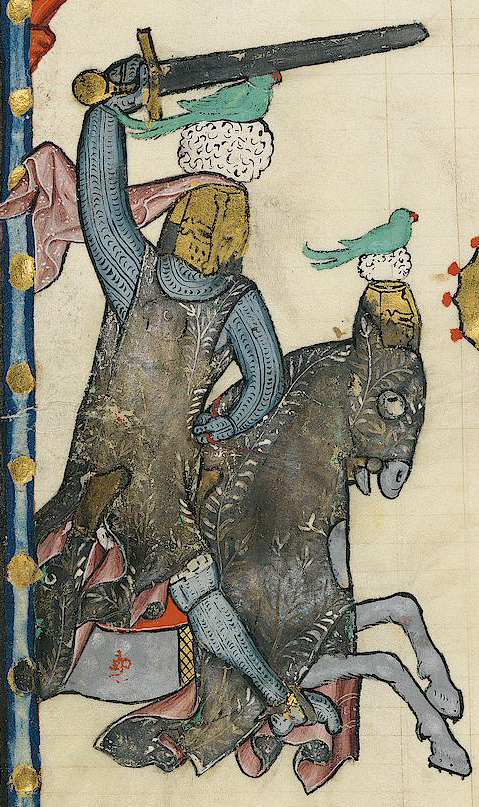
فارس من فصيلة بسيتّيتشر في بازل، من مخطوطة مانيسي (أوائل القرن الرابع عشر). كان قائدا الحملة الصليبية عام 1267 من بسيتّيتشر.

يُعرف شيء ما عن تبشير الحملة الصليبية وتنظيمها، ولكن لا شيء مؤكد عن نتائجها. وصل مئات الصليبيين والحجاج إلى مملكة القدس بقيادة وزيرين، ولكنهم على الأرجح انتظروا وصول الحملة الصليبية الثامنة دون جدوى دون القيام بأعمال عسكرية كبرى. عاد معظم الصليبيين عام 1267 إلى ديارهم قبل انطلاق الحملة الصليبية الثامنة.
المصدر الرئيس للحملة الصليبية عام 1267 هو سجل باسلر لكريستيان وورستيسن، والذي ظهر عام 1580 م. وعلى الرغم من كونه مصدرًا متأخرًا ذو تسلسل زمني مربك، فإن وورستيسن موثوق به باعتقاد المؤرخين الأوروبيين ويمكن تصحيح تسلسله الزمني من خلال مصادر أخرى.

## الوعظ والتجنيد
ردًا على الهجمات الأخيرة التي شنها السلطان المصري بيبرس على مملكة القدس لإخراج الأوروبيين من المشرق، والتي أسفرت عن خسارة أرسوف وقيسارية، أصدر البابا كليمنت الرابع مرسوم التوسع على الصليب (باللاتينية: Expansis in cruce) الذي يجيز حملة صليبية رسمية في آب 1265 م. وقد أُرسل المرسوم إلى فرنسا وألمانيا والدول الإسكندنافية. عُهد بالتبشير بالحملة الصليبية الجديدة إلى الأساقفة الألمان والرهبان الدومينيكان والفرنسيسكان في كانون الثاني 1266 م. وفقًا لـكتاب السجلات الصغيرة بقلم مينوريتاس الإرفورتي (باللاتينية: Chronica minor auctore Minorita Erphordiensi):
في سنة 1266 لميلاد الرب، بعث البابا كليمنت رسائل في أنحاء مملكة ألمانيا يأمر فيها الرهبان الدومينيكان والفرنسيسكان بأن يبشّروا بالصليب بأمانة وإلحاح ضد سلطان بابل، الذي هو فرعون مصر، وضد السراسنة فيما وراء البحار، وذلك من أجل تخفيف معاناة المسيحية في العالم، ولدعم الأرض المقدسة.
كان التجنيد ضعيفًا باستثناء مناطق الألزاس وسوندجاو وبازل. ففي بازل مثلًا، كان أخيل، الرئيس السابق لدير الدومينيكان في بازل، يُلقي خطابه الديني. جنّد جيشًا قوامه أكثر من 500 جندي، وتجمع في بازل في أوائل عام 1267 م.
ومن خلال نفس الحملة التبشيرية التي شملت المملكة بأكملها والمرسوم البابوي، اختار العديد من كبار النبلاء في الإمبراطورية شن حملة صليبية ضد بروسيا بدلًا من الأراضي المقدسة. وشمل ذلك الملك أوتوكار الثاني ملك بوهيميا، ودوق ألبرت الأول ملك برونزويك، ومارغريف هنري الثالث ملك مايسن، ومارغريف أوتو الثالث ملك براندنبورغ. كما تذكر السجلات الصغيرة أن العديد من الذين جُندوا في ألمانيا عام 1266 م قد أُجبروا على خدمة الكونت تشارلز الأول ملك أنجو في غزوه لمملكة صقلية، والتي حظيت بموافقة بابوية كحملة صليبية ضد المنافسين الرئيسيين للبابا في إيطاليا، سلالة ستوفر الألمانية.

سطر من مخطوطة حوليات بازل (Annales Basileenses):
"فرسان آل شالر وآل مونخ أقاموا محكمة [مبارزة أو دورة فرسان] في بازل هذا العام" (Scalarii et Monachi milites curiam habuerunt Basilee hic).
ويُرجَّح أن هذه الدورة كانت مرتبطة بالحملة الصليبية.

وُضع الصليبيون الذين تجمعوا في بازل تحت قيادة اثنين من الفرسان، سيجفريد مونش وهيمان (يوهانس) شالر، الذين كانا من وزراء أسقفية بازل. افتقرت الحملة الصليبية إلى قائد نبيل، حيث كان الوزراء من الأقنان العبيد قانونيًا.
وفقًا لحوليات بازيلينسيس، عقدت عائلتا مونش وشالر "محكمة" في بازل عام 1266. ومن المرجح أن هذه هي البطولة السنوية التي أُقيمت في 8 أيلول من الببغاوات (بسيتّيتشر Psitticher)، إحدى الفصائل البلدية في بازل التي تنتمي إليها عائلتا مونش وشالر. وربما يكون الشاعر الشهير كونراد فون فورتسبورغ، الذي كان يعيش في بازل وشريكًا للببغاوات في ذلك الوقت، قد ألف قصيدته مكافأة العالم (Der Welt Lohn) كقطعة من دعاية الحملة الصليبية لهذه المناسبة. وربما أُلفَت الأغنية الصليبية الشهيرة لهاوارت بمناسبة الحملة الصليبية عام 1267 بعنوان: ساعد يا رب الذين يخافون من أمهاتك! (Hilf, herre, den die dîner muoter nîgen!).

## الرحلة
ربما لم يُسمح للصليبيين الراينيين بالذهاب إلى الأراضي المقدسة إلا بسبب وفاة الملك مانفريد من صقلية، منافس تشارلز أنجو، في العام السابق. غادروا بازل خلال الصوم الكبير (2 آذار - 10 نيسان) وسافروا برًّا إلى جنوة، حيث وصلوا في أواخر نيسان أو أوائل أيار. ويقال إنهم التقوا هناك بوفد مغولي عائد من مهمة إلى أراغون وسافروا معه إلى عكا. ربما لم تكن هذه هي نفس السفارة التي عادت إلى منغوليا مع السفير البابوي، جايمي ألاريك، حيث لا بد أن تلك المجموعة غادرت بعد 20 آب فقط، وهو وقت متأخر جدًا بالنسبة للجيش الصليبي الذي وصل في الربيع. ومن المعروف أن أسطول حربي جنوي مكون من 25 سفينة بقيادة لوشيتو جريمالدي قد غادر جنوة في أواخر حزيران ووصل إلى عكا، عاصمة مملكة القدس، في 16 آب. هذا الأسطول المجهز للحرب ضد البندقية، هو على الأرجح الأسطول الذي حمل الصليبيين الراينيين.
لا يُعرف الكثير عن تصرفات هذه الحملة الصليبية الصغيرة في الأرض المقدسة. تمكن العديد من الصليبيين من إكمال حجهم إلى كنيسة القيامة في الأراضي الإسلامية، حيث مُنح بعضهم لقب فارس. ومن المرجح أن الجيش تجنب أي مواجهات عسكرية مع قوات بيبرس تحسبًا لوصول جيوش الحملة الصليبية الثامنة. ولكن لم يذهب جيش الملك لويس التاسع ملك فرنسا (الذي حمل الصليب في آذار 1267) إلى الأرض المقدسة على أي حال، وبدلًا من ذلك هاجم تونس في عام 1270 م. وبالمثل، لم تصل حملة اللورد إدوارد الصليبية إلى عكا حتى عام 1271 م. كان بإمكان هذا الجيش المشاركة في الدفاع عن أنطاكية، التي سقطت في يد بيبرس في 18 أيار 1268 م. عاد معظم الصليبيين من الراين العلوي إلى ديارهم في الفترة 1269-1270 م.
تَجلّى صدى أدبي للحملة الصليبية لعام 1267 في الرواية القصيرة بيتر فون شتاوفنبرغ (Peter von Staufenberg) التي ألّفها إيغنولف فون شتاوفنبرغ سنة 1310. وعلى الرغم من أن الرواية خيالية بالكامل، فإن الشخصية الرئيسة تستند إلى نموذج حقيقي هو بيتر فون شتاوفنبرغ التاريخي، الذي ترد الإشارة إليه في الوثائق عامي 1274 و1287. ويُحتمل أن تكون حكاية تنصيب بيتر فارسًا في كنيسة القيامة في الرواية قد استُلهمت من مشاركة بيتر الحقيقي في الحملة الصليبية سنة 1267.

## ملحوظات
1. 1 2  Maier (1994).
2. 1 2 3 4 5 6 7 8 9  Murray (2006).
3. 1 2 3 4 5 6  Bleck (1987).
4. 1 2 3 4 5  Morton (2011).
5. ↑  Jaffé (1861).
6. ↑  Bleck (1987), pp. 21–23.